# Ворута

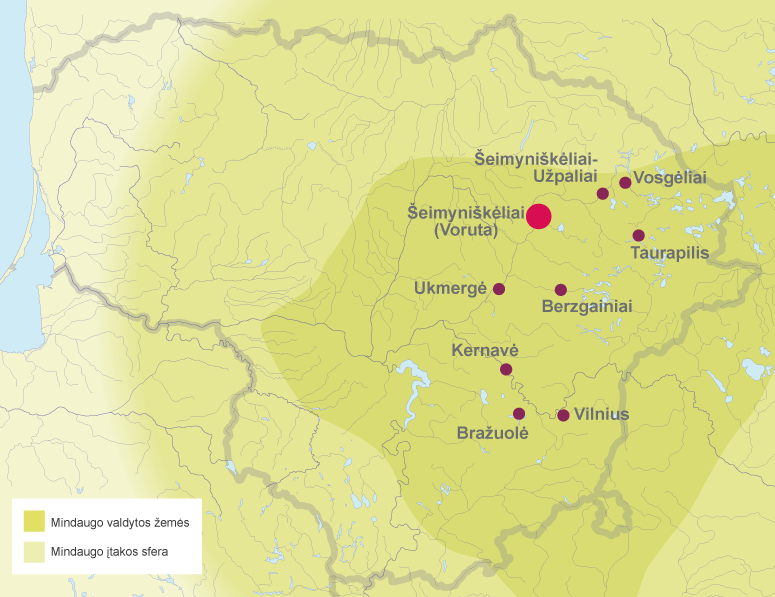
Шейминишкельское городище на карте владений Миндовга (согласно Т. Баранаускасу)

Ворута — летописный город в Литве. По мнению большинства историков, Ворутский замок был первой столицей Великого княжества Литовского и Королевства Литовского во время правления короля Миндовга в XIII веке. Ворута упоминается в письменном источнике (Ипатьевская летопись), её точное местонахождение неизвестно. Существует множество гипотез о местоположении города. Несмотря на неопределённости, концепция Воруты как первой столицы является наиболее достоверной версией среди историков.

## Историография
Миндовг, первый и единственный коронованный король Литвы, оборонялся в Воруте в ходе внутренней войны против своих племянников Товтивила и Едивида и князя Жемайтии Викинта в 1251 году. Эта информация, взятая из Ипатьевской летописи, — единственное письменное упоминание о Воруте. Замок Миндовга упоминается ещё в двух местах, но ни название замка, ни его местоположение не уточняется. Не ясно, относятся ли эти краткие упоминания к одному и тому же месту.
Начиная с XIX века некоторые историки считали именно Воруту, а не Кернаве первой столицей Литвы. В общей сложности было высказано не менее шестнадцати версий о местоположении Воруты. Вероятнее всего, город находился в районе пограничья Литвы и Ливонии. Томас Баранаускас настаивает на локализации Воруты на Шейминишкельском городище в Аникщяйском районе.
Другие исследователи утверждают, что Ворута — это не реальный город, а просто неправильное толкование слова, означающего «столица». По мнению Казимераса Буги, слово «ворут» просто означает «замок». Аналогию можно найти в венгерском, где славянскому Ужгород соответствует венгерское Унгвар (венгерское слово «вар» обозначает крепость).
По версии Николая Ермоловича, в первоначальной редакции летописи (созданной, как предполагал В. Пашуто, в Новогрудке), могло быть написано, что Миндовг «вниде во град во Руту». Такое повторение характерно и для Новогородской летописи: «на реце на Немне», «за Домонтом за Нальщанским», «на Романа на Брянского». С учётом этого Н. Ермолович предположил, что летописная Рута могла находиться на реке Рута (между реками Сервечь и Воловка), где есть две деревни в Новогрудском и Кореличском районах Гродненской области, с таким названием.

## Предполагаемые местоположения Воруты

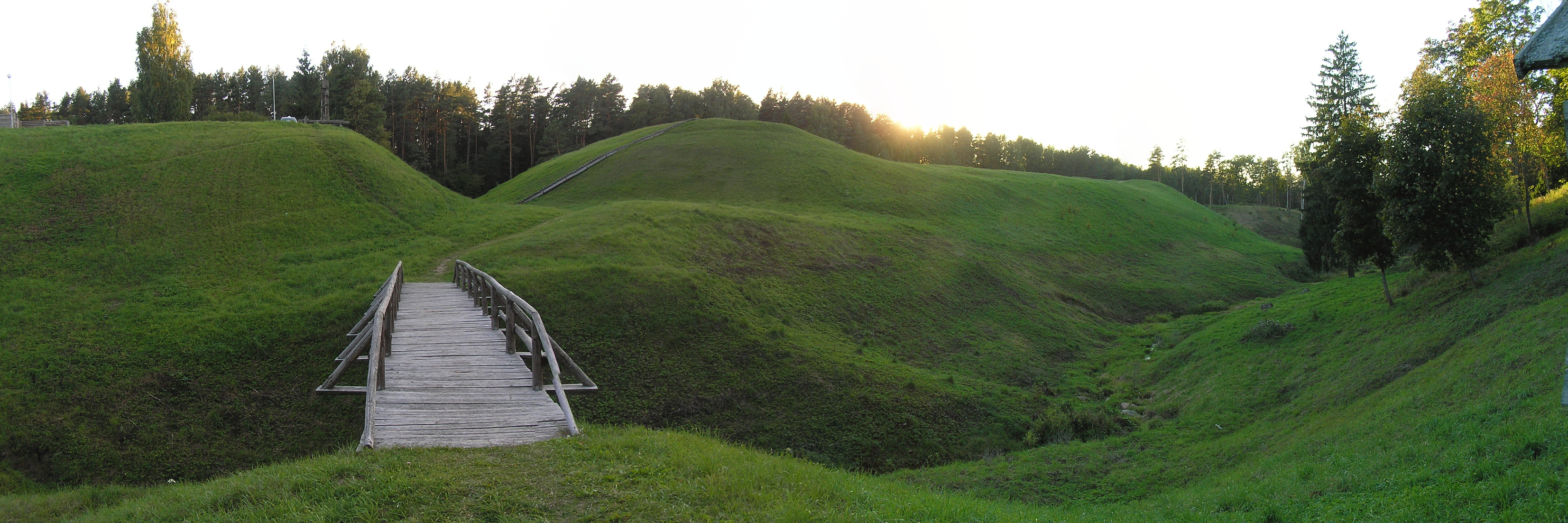
Шейминишкельское городище, одно из предполагаемых местоположений Воруты

Следующие местоположения Ворутского замка были предложены разными историками в разное время:
1. Бярзгайняй в Укмергском районе, по версии Пятраса Тарасенко
2. Бутейкяй в Аникщяйском районе, по версии Казимераса Жебриса
3. Городище возле Новогрудка[6], по версии Теодора Нарбута и Владимира Пашуто
4. Гольшаны, по версии Александра Кравцевича[7]
5. Кярнаве, по версии Фридерика Папее
6. Кореличский район рядом с Новогрудком, по версии Николая Ермоловича
7. Лишкява по версии Йонаса Тоторайтиса[8]
8. Мядининкай, по версии Эвалдаса Гечяускаса
9. Рочишке в Расейнском районе, по версии Людвика Кшивицкого
10. Утуряй в Расейнском районе, по версии Войцеха Кентшиньского
11. Ворняны в Гродненской области Белоруссии, по версии Юлиуша Латковского
12. Вильнюс, по версии Ромаса Батуры
13. Район Даугай-Варена, по версии Генрика Ловмянского
14. Район Медвегалис-Варняй, по версии Антанаса Степонайтиса
15. Заврутки в Мядельском районе, по версии Вадима Преврацкого (впервые локализовал Нальщаны в Латвии)
16. Шейминишкельское городище[лит.] в Аникщяйском районе, по версии Эдуарда Вольтера и Томаса Баранаускаса